# Municipio de Warren (condado de Marion, Misuri)
El municipio de Warren (en inglés: Warren Township) es un municipio ubicado en el condado de Marion en el estado estadounidense de Misuri. En el año 2010 tenía una población de 1499 habitantes y una densidad poblacional de 5,5 personas por km².

## Geografía
El municipio de Warren se encuentra ubicado en las coordenadas 39°43′50″N 91°44′58″O / 39.73056, -91.74944. Según la Oficina del Censo de los Estados Unidos, el municipio tiene una superficie total de 272.66 km², de la cual 272,65 km² corresponden a tierra firme y (0 %) 0 km² es agua.

## Demografía
Según el censo de 2010, había 1499 personas residiendo en el municipio de Warren. La densidad de población era de 5,5 hab./km². De los 1499 habitantes, el municipio de Warren estaba compuesto por el 97,26 % blancos, el 0,73 % eran afroamericanos, el 0,2 % eran amerindios, el 0,33 % eran asiáticos y el 1,47 % eran de una mezcla de razas. Del total de la población el 0,4 % eran hispanos o latinos de cualquier raza.